# 新疆针茅
新疆针茅（学名：Stipa sareptana）为禾本科针茅属下的一个种。

## 扩展阅读
- 維基物種上的相關：新疆针茅